# Megalozauroidy
Megalozauroidy (Megalosauroidea); synonim: spinozauroidy (Spinosauroidea) – nadrodzina dinozaurów z grupy teropodów.
Pierwotnie nadrodzina była nazywana Spinosauroidea (Stromer, 1915). Należą do niej duże teropody, zgrupowane w 2 rodziny: megalozaurów (Megalosauridae) i spinozaurów (Spinosauridae).
Możliwa klasyfikacja megalozauroidów (Benson, 2010):
- Nadrodzina Megalosauroidea
  - (bezimienny klad)
    - Xuanhanosaurus
    - (bezimienny klad)
      - Condorraptor
      - Marshosaurus
      - Piatnitzkysaurus

  - (bezimienny klad)
    - Chuandongocoelurus
    - Monolophosaurus
    - Rodzina Megalosauridae
      - Podrodzina Eustreptospondylinae
        - Eustreptospondylus
        - Piveteausaurus
        - Streptospondylus

      - Podrodzina Megalosaurinae
        - Afrovenator
        - Dubreuillosaurus
        - Duriavenator
        - Edmarka
        - Megalosaurus
        - Torvosaurus

    - Rodzina Spinosauridae
      - Siamosaurus
      - Podrodzina Baryonychinae
        - Baryonyx
        - Cristatusaurus
        - Suchomimus
        - Suchosaurus

      - Podrodzina Spinosaurinae
        - Irritator
        - Spinosaurus
        - Angaturama